# サフ・ポドゴレアヌ
サフ・ポドゴレアヌ（2002年1月20日 - ）はイスラエルのサッカー選手。ポジションはFW。スペツィア・カルチョ所属。

## 経歴
ハデラ出身で、アシュケナジムの母とルーマニア系ユダヤ人の父の間に生まれる 。祖父と、父のダニー・ポドゴレアヌも元サッカー選手であった。
マッカビ・ハイファFCの下部組織に所属し、2020-21シーズンよりセリエAのASローマに加入した。
ローマの下部組織では27試合に出場し、3得点を記録するも、シーズン終了後にトップチームでの出場機会を求め、2021年9月19日に同じセリエAのスペツィア・カルチョに加入した。